# Phytocoris latisquamus
Phytocoris latisquamus är en insektsart som beskrevs av Stonedahl 1988. Phytocoris latisquamus ingår i släktet Phytocoris och familjen ängsskinnbaggar. Inga underarter finns listade i Catalogue of Life.